# Mudvaigaddi, Devadurga
Mudvaigaddi là một làng thuộc tehsil Devadurga, huyện Raichur, bang Karnataka, Ấn Độ.